# サンティ・コメサーニャ
サンティ・コメサーニャ（Santi Comesaña）こと、サンティアゴ・コメサーニャ・ベイガ（Santiago Comesaña Veiga, 1996年10月5日 - ）は、スペイン・ガリシア州ポンテベドラ県ビーゴ出身のプロサッカー選手。ラ・リーガ・ビジャレアルCF所属。ポジションはMF。

## 来歴
2015年7月に、地元ガリシア州に本拠地を置く、セグンダ・ディビシオンB所属のコルショFCと契約。8月22日のアトレティコ・アストルガFC戦でプロデビュー。12月6日のSDコンポステラ戦でハットトリックを達成するなど、プロ1年目は37試合6得点を記録した。
2016年7月16日、当時セグンダ・ディビシオンに所属していたラージョ・バジェカーノに移籍。8月28日のレアル・バリャドリード戦の後半から、アドリ・エンバルバと交代で、移籍後初出場。2017年4月1日のジローナFC戦で、移籍後初ゴールを記録。翌2017-18シーズンは33試合に出場するなど、主力選手に成長し、チームは2部リーグ優勝を達成した。
初のラ・リーガとなった2018-19シーズン開幕戦となったアトレティコ・マドリード戦で、先発で出場した。
2023年6月29日、ビジャレアルCFと4年契約を結び完全移籍。

## タイトル
ラージョ・バジェカーノ
- セグンダ・ディビシオン: 2017-18